# St. Martin (Beberstedt)

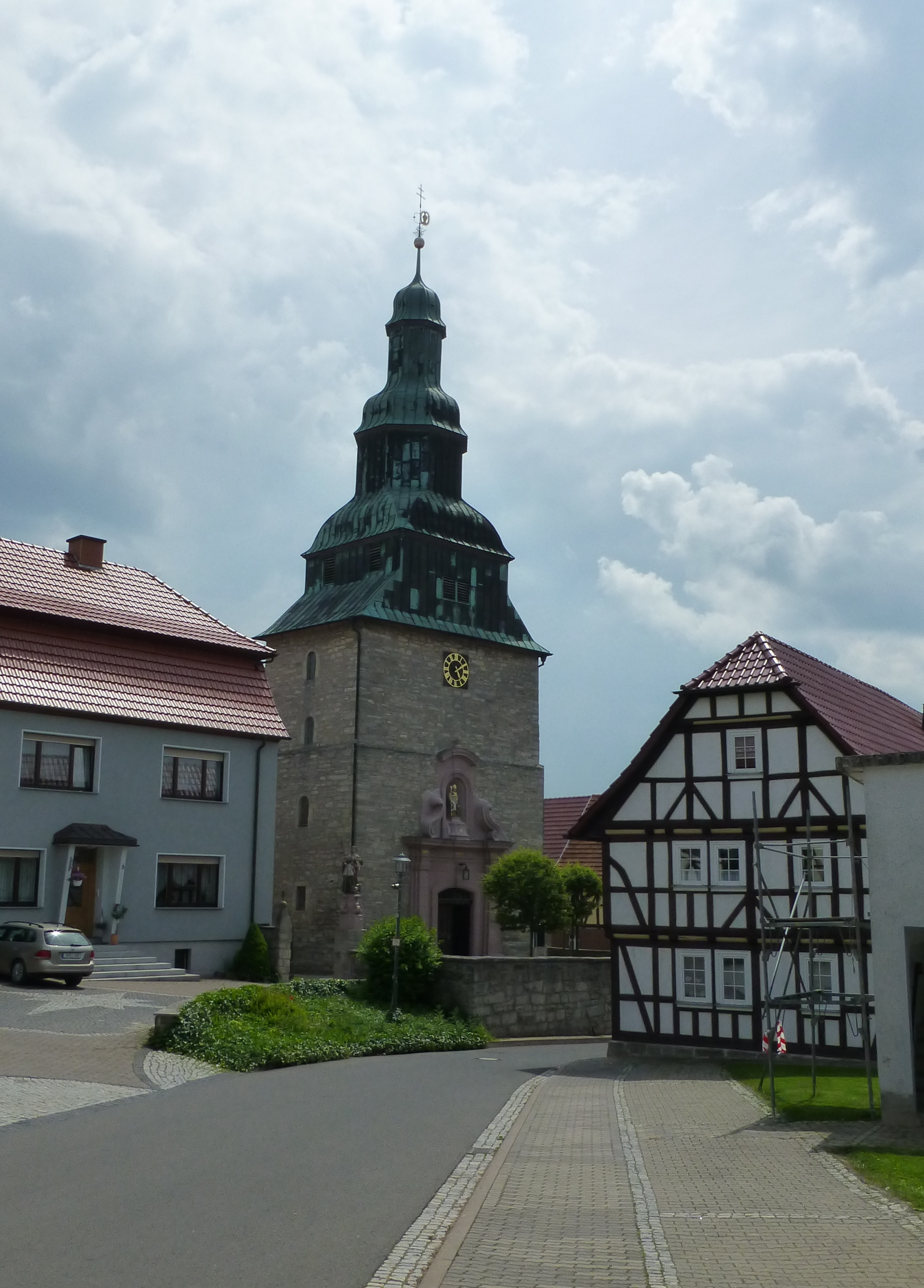
Römisch-katholische Kirche St. Martin in Beberstedt

Die römisch-katholische Filialkirche St. Martin steht in Beberstedt im thüringischen Landkreis Eichsfeld. Sie ist Filialkirche der Pfarrei St. Martin Hüpstedt im Dekanat Dingelstädt des Bistums Erfurt. Sie trägt das Patrozinium des heiligen Martin von Tours.

## Geschichte
Die erste Kirche wurde 1664 erbaut. 1700 bis 1702 erfolgte der Neubau der heutigen Kirche. Eine Verlängerung des Kirchenschiffs und der Anbau des Querschiffs sowie des Chores erfolgte 1900. Kommunionbank und Kanzel wurden 1964 abgebaut. 1976 wurde die Schieferturmeindeckung durch eine neue Kupfereindeckung ersetzt.

## Architektur
Die annähernd geostete Kirche besteht aus einem Hauptschiff mit Querschiff und Chor. Beite Querschiffsarme beherbergen im Kirchenraum zweijochige Seitenschiffe, wodurch S. Martin eine Hallenkirche ist. Die Orgelempore befindet sich im westlichen Joch des nördlichen Seitenschiffs. Der Kirchturm ist 36 m hoch, der untere Teil ist ein rechteckiger Sandsteinbau und der obere Teil ist ein mit Kupfer eingedecktes, dreiteiliges Balkenwerk, das in eine achteckige Turmspitze übergeht.

## Ausstattung

### Innenausstattung

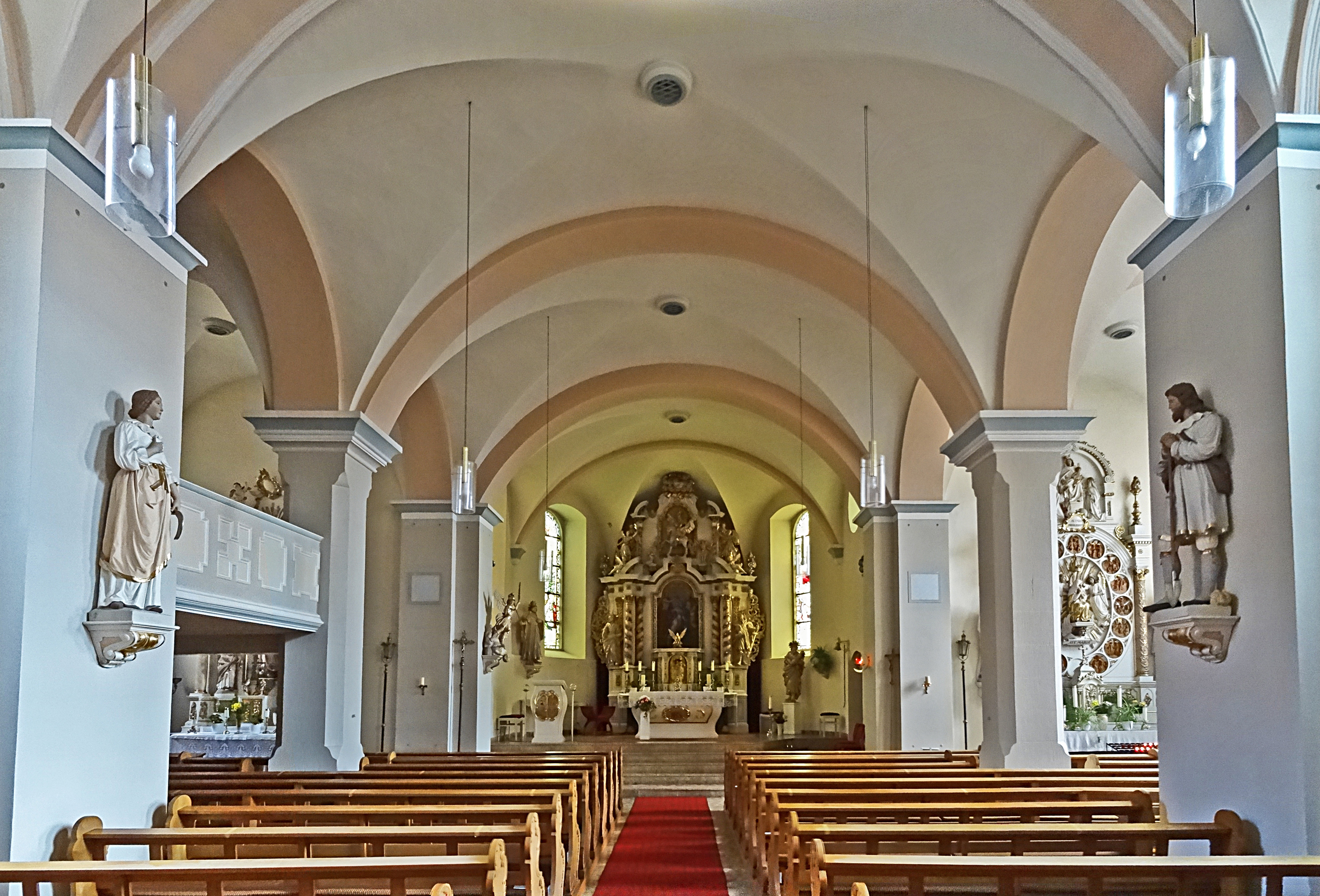
Innenansicht

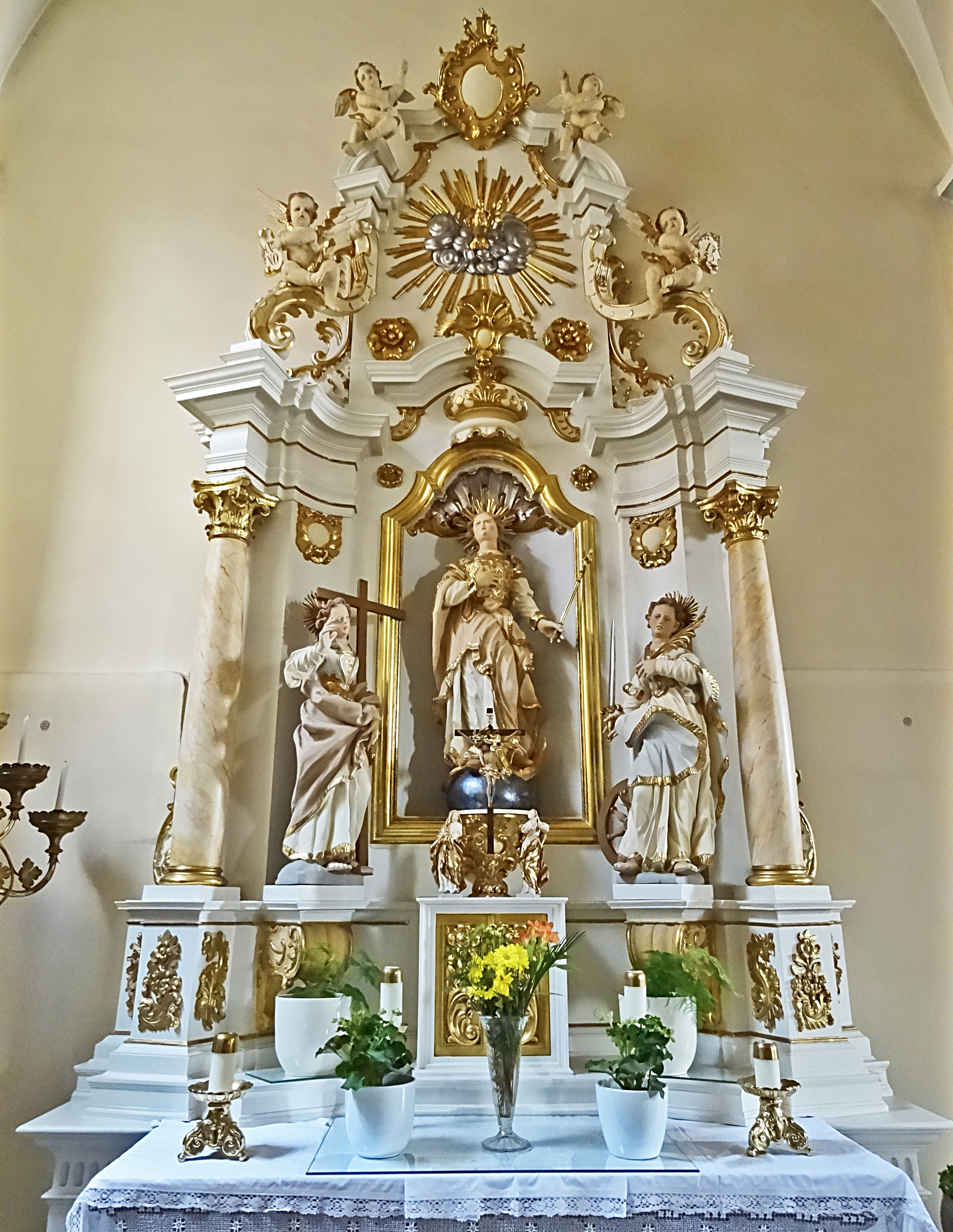
Marienaltar

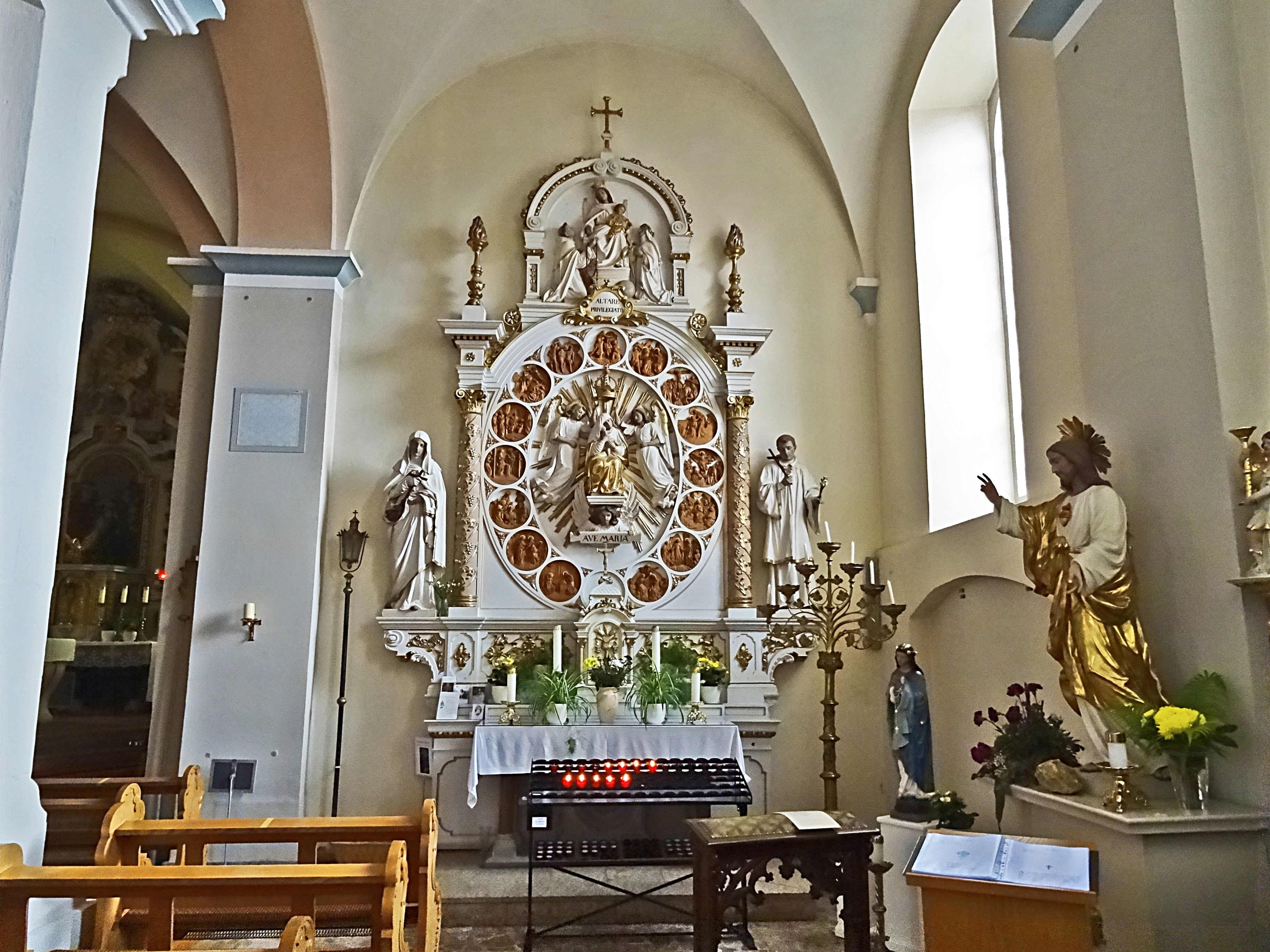
Rosenkranzaltar

- Hochaltar von 1706: rechts und links heiliger Petrus und Paulus, Altarblatt mit der Krönung Mariens, darüber heiliger Martin zu Pferde, flankiert von Engeln mit den Attributen Mitra, Bischofsstab und Palmzweig sowie kniender Bettler mit Krücke, bekrönt von Gott Vater und Engeln
- im linken Querschiff Marienaltar von 1752: Maria zwischen der heiligen Helena und der heiligen Katharina von Alexandrien
- im rechten Querschiff einmaliger Rosenkranzaltar von Ferdinand Stuflesser aus St. Ulrich in Gröden (1900): Mittelteil Gnadenbild „Maria Hilf“, getragen von einem Engel, darüber zwei weitere Engel mit der Krone, umrahmt mit bildlicher Darstellung der 15 Rosenkranzgeheimnisse, rechts und links daneben heilige Elisabeth von Thüringen und heiliger Aloysius, darüber Katharina von Siena sowie heiliger Dominikus beim Empfang des Rosenkranzes von Maria
- Ambo und der Zelebrationsaltar von 2000 (Tischler Stefan Schollmeier (Beberstedt), Holzbildschnitzer Heinz Günther (Hüpstedt), Bemalung Kirchenmaler Kruse (Kreuzebra))
- Taufstein unter der Orgelempore aus dem 18. Jahrhundert
- auf Konsolen im Mittelschiff Figuren der heiligen Notburga und des heiligen Isidor ebenfalls von Ferdinand Stuflesser (1900–1902)
- auf Konsole vor dem Chor heiliger Erzengel Michael aus der ersten Hälfte des 18. Jahrhunderts
- auf Konsolen im Chor heiliger Josef mit Jesuskind sowie heiliger Bernhard
- an Emporenbrüstung Christus mit den vier Evangelisten (ehemalige Kanzelfiguren)
- Fenster im Schiff: heiliger Albertus Siculus, heiliger Meinolphus, heilige Mechtildis und heilige Mathildis aus der Würzburger Werkstatt Rudolf Strobels (1936)
- Chorfenster: Tod, Himmelfahrt und Krönung Mariens sowie über der Sakristeitür Heimsuchung Mariens von der Firma Hertel & Lersch, Düsseldorf

### Außenausstattung

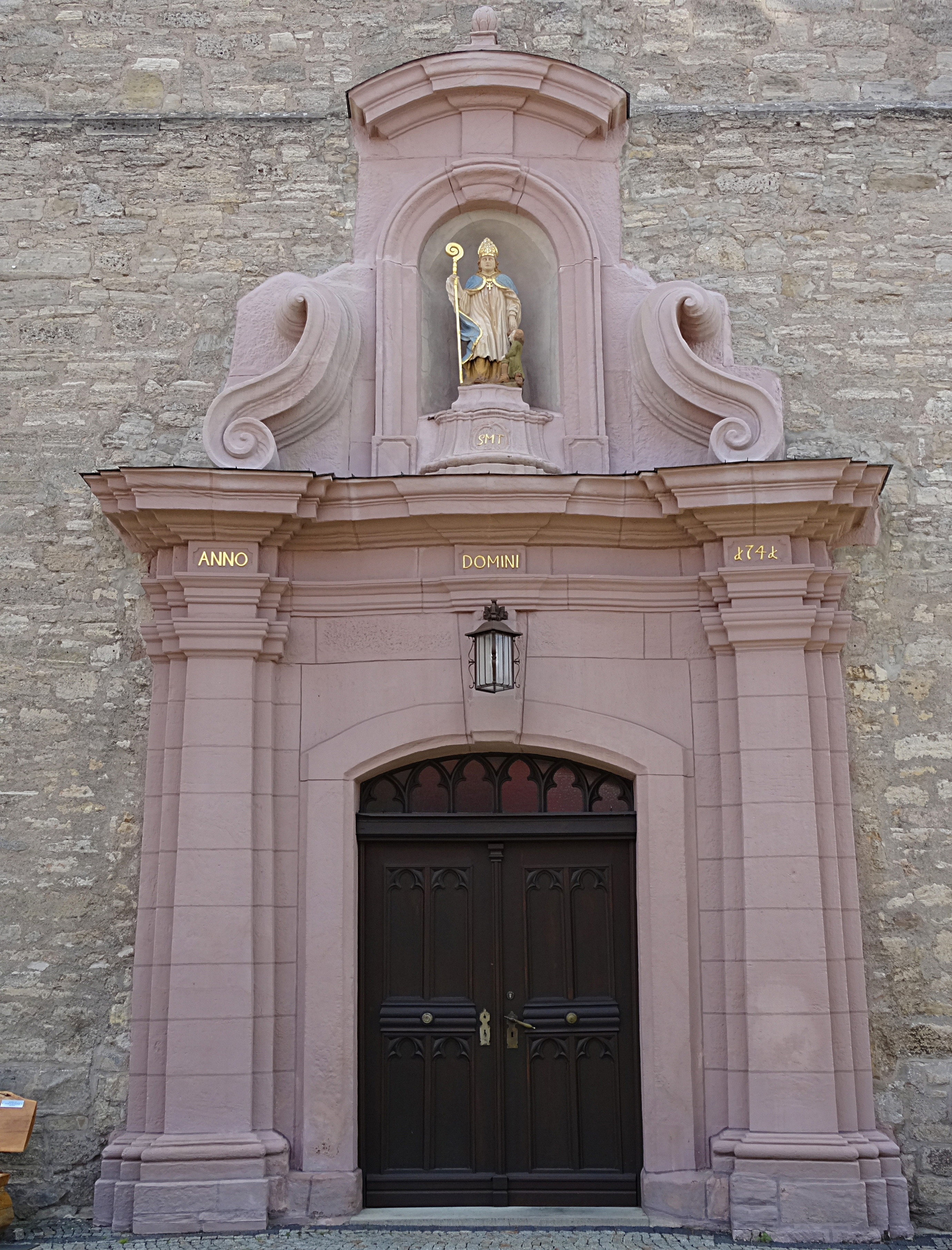
Hauptportal

- über Hauptportal Statue des heiligen Martin von Tours
- über linken Seiteneingang Statue der heiligen Anna mit Tochter Maria
- über rechten Seiteneingang Statue des heiligen Josef
- am Turm Figuren des heiligen Bonifatius und des heiligen Antonius

## Orgel

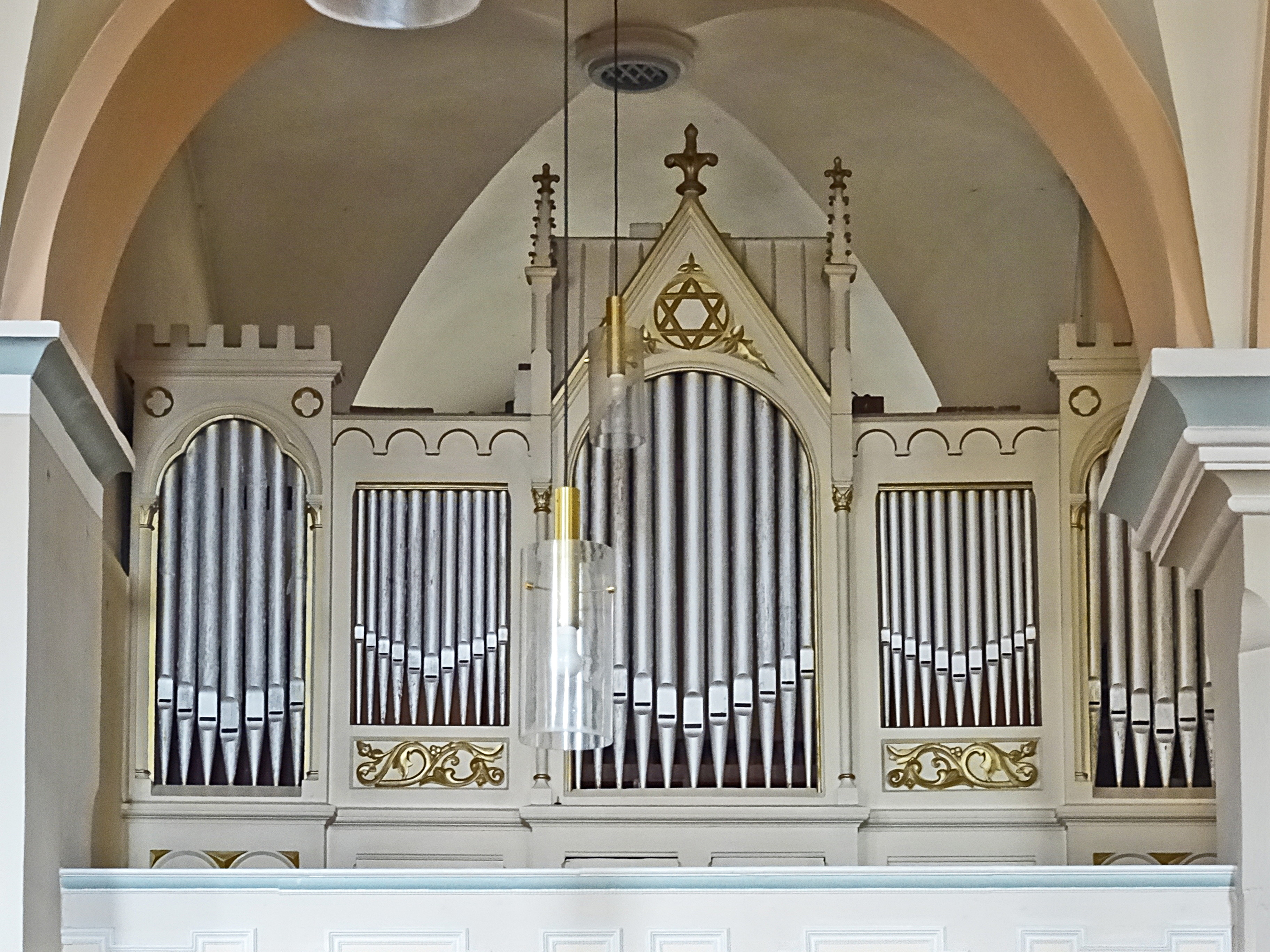
Creutzburg-Orgel

Die Orgel wurde 1720 von Johannes Creutzburg mit 7 Registern, verteilt auf ein Manual und Pedal gebaut. 1803 und 1820 wurde das Instrument von Simon Frankenberg aus Dingelstädt umgebaut. Louis Krell baute es erneut 1901 um und erweiterte es auf 10 Register und zwei Manuale. Register- und Tontraktur sind mechanisch.

## Glocken
| Nr. | Name      | Gussjahr | Material | Bemerkung                     |
| --- | --------- | -------- | -------- | ----------------------------- |
| 1   | Uhrglocke | 1714     |          | Viertelstundenschlag          |
| 2   |           | 2012     | Bronze   | ersetzte Stahlglocke von 1954 |
| 3   |           | 2012     | Bronze   | ersetzte Stahlglocke von 1954 |
| 4   |           | 1877     |          |                               |

## Wallfahrt
Die Hauptwallfahrt mit Kräuterweihe findet am Sonntag nach Mariä Himmelfahrt statt. Die „Beberstedter Bruderschaft“ oder „Marianische Liebesversammlung“ besteht seit 1754 und wurde durch Papst Benedikt XIV. bestätigt.